# Хесус Марія Сатрустегі
Хесус Марія Сатрустегі (ісп. Jesús María Satrústegui, нар. 12 січня 1954, Памплона) — іспанський футболіст, що грав на позиції нападника за клуб «Реал Сосьєдад», а також національну збірну Іспанії.
Дворазовий чемпіон Іспанії. Володар Суперкубка Іспанії з футболу. 

## Клубна кар'єра
У дорослому футболі дебютував 1971 року виступами за команду «Сан-Себастьян», команду дублерів «Реал Сосьєдада», в якій провів два сезони, взявши участь у 42 матчах чемпіонату. 
1973 року почав виступати за основну команду клубу «Реал Сосьєдад», за який відіграв 13 сезонів. Більшість часу, проведеного у складі «Реал Сосьєдада», був основним гравцем атакувальної ланки команди. У складі «Реал Сосьєдада» був одним з головних бомбардирів команди, маючи середню результативність на рівні 0,43 голу за гру першості. 1981 року допоміг команді здобути перший в її історії титул чемпіона Іспанії, а наступного сезону захистити цей титул. Також ставав володарем Суперкубка Іспанії з футболу. Завершив професійну кар'єру футболіста виступами за команду «Реал Сосьєдад» у 1986 році.

## Виступи за збірну
1975 року дебютував в офіційних матчах у складі національної збірної Іспанії. Протягом кар'єри у національній команді, яка тривала 8 років, провів у формі головної команди країни 32 матчі, забивши 8 голів.
У складі збірної був учасником чемпіонату Європи 1980 року в Італії (два з трьох матчів групового етапу), а також домашнього чемпіонату світу 1982 року (чотири з п'яти матчів команди на двох групових стадіях).

## Титули і досягнення
- Чемпіон Іспанії (2):

«Реал Сосьєдад»: 1981, 1982
- Володар Суперкубка Іспанії з футболу (1):

«Реал Сосьєдад»: 1982